# جون كامبل (متزلج على الجليد)
جون كامبل (بالإنجليزية: John Campbell)‏ هو متزلج على الجليد ‏ أمريكي، ولد في 2 نوفمبر 1962 في سانت جون في الولايات المتحدة.

## وصلات خارجية
- جون كامبل على موقع أوليمبيديا (الإنجليزية)